# Johannes Brøndsted
Johannes Brøndsted (1890-1965) era un arqueólogo e historiador danés. Experto en prehistoria nórdica y, sobre todo, en la historia sobre los vikingos, fue el primer catedrático de arqueología de Dinamarca.
En 1941, fue nombrado catedrático de arqueología de Dinamarca de la Universidad de Copenhague, cargo que ocupó hasta 1951, cuando fue nombrado director del Museo Nacional de Dinamarca.
En 1954, recibió la medalla de oro de la Society of Antiquaries del Reino Unido.

## Publicaciones
- Recherches à Salone (1928)
- Danmarks Oldtid (tres vols.; 2e; 1957-1959)
- The Vikings (1960) (publicado en inglés: trad. Kalle Skov; Penguin Books, Harmondsworth; 1965; ISBN 0-14-020459-8)